# 461
| [ Edytuj tabelę ]          |                                            |
| Cesarz Bizancjum           | - 457 Leon I 474                           |
| Król Franków               | - 457 Childeryk I 481                      |
| Chan Hunów                 | - 454 Dengizek 469 - 458 Ernak 469         |
| Król Kentu                 | - 455 Hengest 488                          |
| Patriarcha Konstantynopola | - 458 Gennadiusz I 471                     |
| Władca Korei               | - 413 Changsu 491                          |
| Król Munsteru              | - 453 Óengus 489                           |
| Papież                     | - 440 Leon I 461 - 461 Hilary I 468        |
| Król Persji                | - 459 Peroz I 484                          |
| Cesarz Rzymu               | - 457 Majorian 461 - 461 Libiusz Sewer 465 |
| Król Wandalów              | - 428 Genzeryk 477                         |
| Król Wizygotów             | - 453 Teodoryk II 466                      |

Rok 461 / CDLXI
stulecia: IV wiek ~
V wiek ~
VI wiek

lata: 451 «
456 «
457 «
458 «
459 «
460 «
461
» 462
» 463
» 464
» 465
» 466
» 471

## Wydarzenia
- 2 sierpnia – bitwa pod Derthoną.
- 19 listopada – św. Hilary został papieżem.

## Zmarli
- 17 marca - święty Patryk, misjonarz Irlandii (data tradycyjna)
- 7 sierpnia - Majorianus, cesarz zachodniorzymski
- 10 listopada - papież Leon I